# Acrothamnus spathaceus
Acrothamnus spathaceus är en ljungväxtart som först beskrevs av Leslie Pedley, och fick sitt nu gällande namn av Christopher John Quinn. Acrothamnus spathaceus ingår i släktet Acrothamnus och familjen ljungväxter. Inga underarter finns listade i Catalogue of Life.

## Bildgalleri

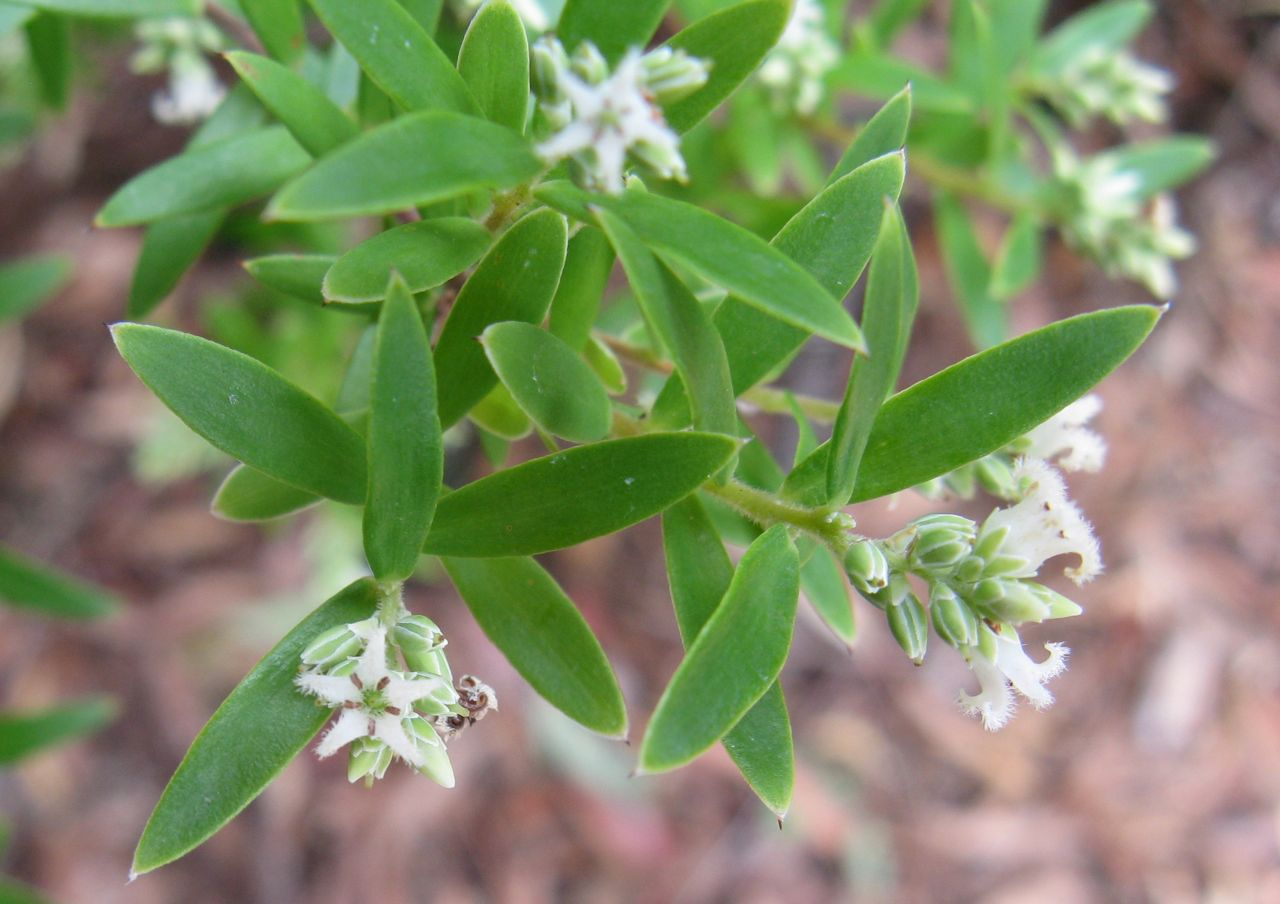